# Karl Paranya
Karl Paranya (27 juni 1975) is een Amerikaans voormalige middellangeafstandsloper, die van 2000 tot 2014 mede-wereldindoorrecordhouder was op de 4 x 800 m estafette.

## Loopbaan
Zijn eerste succes behaalde Paranya in 1994 door de 1500 m te winnen op de Amerikaanse juniorenkampioenschappen in een tijd van 3.49,05.
Op 6 februari 2000 verbeterde hij bij de Boston Indoor Games met zijn teamgenoten Joey Woody, Rich Kenah en David Krummenacker het wereldrecord op de 4 x 800 m estafette. Hun finishtijd van 7.13,94 was vier seconden sneller dan het vorige record dat sinds 1971 in handen was van de Sovjet-Unie en is sindsdien niet meer verbroken. Dat jaar nam hij ook deel aan de Amerikaanse olympisch selectiewedstrijden voor de Spelen van Sydney. Hier kwalificeerde zich bij deze wedstrijden op de 1.500 m met 3.38,86 voor de finale . In de finale werd hij negende met 3.40,72, hetgeen niet genoeg was voor een olympische ticket. De wedstrijd werd gewonnen door Gabe Jennings in 3.35,90.

## Persoonlijke records
Outdoor
| Onderdeel   | Prestatie | Datum        | Plaats     |
| ----------- | --------- | ------------ | ---------- |
| 1000 m      | 2.19,19   | 11 juli 1999 | Ingolstadt |
| 1500 m      | 3.38,86   | 14 juli 2000 | Sacramento |
| 1 Eng. mijl | 3.54,83   | 30 mei 1999  | Eugene     |
| 2000 m      | 5.13,43   | 19 juli 1998 | Gateshead  |

Indoor
| Onderdeel   | Prestatie | Datum            | Plaats       |
| ----------- | --------- | ---------------- | ------------ |
| 800 m       | 1.49,39   | 30 januari 1999  | Boston       |
| 1 Eng. mijl | 3.59,05   | 12 februari 2000 | Fayetteville |